# Селюнин, Андрей Геннадьевич
Андрей Геннадьевич Селюнин (5 октября 1963, Таллин, СССР — 9 декабря 2021, Санкт-Петербург, Россия) — рок-музыкант (жанры — русский рок, панк-рок, блюз, психоделический рок), автор и исполнитель песен, участник рок-групп «Время любить», «НАТЕ!», «Кошкин Дом». Аранжировщик, поэт, композитор. Его композиция «Идиллия» вошла в альбом «О любви» коллектива Чиж & Co. Брат, Сергей Селюнин (1958—2021) — рок-музыкант, лидер группы «Выход».

## Биография
Родился в Таллине в семье военного врача. Детство провел в Мурманской области. Закончил музыкальную школу. В 1977 году семья переехала в Ленинград. В 1981—1983 годах служил в рядах Советской армии. Затем работал в ВНИИ метрологии. Учился в Ленинградском политехническом институте.
В 1985—1987 играл на клавишных в группе «Время любить». В 1988 м присоединился к рок-группе Святослава Задерия НАТЕ! в качестве клавишника. Играл в панк-рок-группе НАТЕ! в «золотом составе» на пике популярности группы в 1988—1989 годах, и в более поздний период, в 2005—2011 годах.
В 1990-м вместе с бывшим барабанщиком НАТЕ! Сергеем Наветным присоединился к рок-группе «Кошкин Дом» (гитара, бэк-вокал). В 1993 Кошкин Дом незаметно распался.
В 1995—1997 жил и работал в Одессе. Организовывал рок-концерты. Вернулся в Санкт-Петербург, работал актёром второго плана в телепередаче «Городок». В 2000-х был художником-декоратором на Ленфильме. В 2020—2021 годах принимал участие в записи клавишных партий и аранжировке трибьют-альбома группы НАТЕ! «Музыка для взрослых».
Скончался в Санкт-Петербурге 9 декабря 2021 года от острой сердечной недостаточности.